# Axiocerina bulbosus
Axiocerina bulbosus är en nattsländeart som först beskrevs av Jacquemart 1963.  Axiocerina bulbosus ingår i släktet Axiocerina och familjen långhornssländor. Inga underarter finns listade i Catalogue of Life.